# Reagente di Mayer
Il reagente di Mayer, citato anche come reattivo di Mayer (formula bruta K2HgI4) è un reagente precipitante alcaloide utilizzato per individuare la presenza di alcaloidi nei prodotti naturali, così chiamato a memoria di Julius Robert von Mayer (1814-1878), chimico tedesco che per primo lo testò. Questi in presenza di una soluzione neutra o debolmente acida precipitano, formando un solido polveroso di colore crema.
Ha una densità di 1,1 g/cm³ in condizioni standard (temperatura ambiente = 20°C, pressione atmosferica).